# Warasz (przystanek kolejowy)
Warasz (ukr. Вараш) – przystanek kolejowy w miejscowości Warasz, w rejonie waraskim, w obwodzie rówieńskim, na Ukrainie. Położony jest na linii Sarny – Kowel.
Do 2 września 2016 przystanek nosił nazwę Kuzniecowsk (ukr. Кузнецовськ) od poprzedniej nazwy miasta. Dekomunizacji nazewnictwa dokonano trzy miesiące po zmianie nazwy miasta.